# Prowincja Ogliastra
Prowincja Ogliastra (wł. Provincia dell'Ogliastra, sard. Provintzia de s'Ogiastra) – prowincja we Włoszech.
Nadrzędną jednostką podziału administracyjnego jest region (tu: Sardynia), a podrzędną jest gmina.
Działała do 4 lutego 2016.
Liczba gmin w prowincji: 23.